# Richard Ahlers
Richard Ahlers (* 21. Dezember 1884; † 24. Dezember 1950 in Bremen) war ein deutscher Rechtsanwalt und Politiker. Er war Mitglied der Bremischen Bürgerschaft (BDV, CDU).

## Biografie
Ahlers studierte Rechtswissenschaften und promovierte zum Dr. jur. Er war als Rechtsanwalt und Notar in Bremen tätig. Er war verheiratet. Er wurde auf dem Friedhof Bremen-Riensberg beerdigt.
Er war Mitglied in der Bremer Demokratische Volkspartei und dann ab 1947 in der CDU. Er war für die BDV 1945/46 und für die CDU von 1947 bis 1949 in der 2. Wahlperiode drei Jahre lang Mitglied der Bremischen Bürgerschaft und in der Bürgerschaft in verschiedenen Deputationen tätig. Sein erstes Mandat in der Ernannten Bremischen Bürgerschaft wurde ihm auf Weisung der US-Militärregierung im Juli 1946 aberkannt. Er legte sein zweites Mandat krankheitsbedingt vorzeitig nieder.

### Mitgliedschaften
- Ahlers war 1942 und 1945/1946 Präses des Kirchenausschusses der Bremischen Evangelischen Kirche. 1941 klagte er gegen den Landesbischof von Bremen Heinrich Weidemann. Aus der Position des Präses wurde er 1946 von der US-Militärregierung entlassen, da er vermeintlich die Entnazifizierung nicht energisch genug betrieben haben soll. Spitta berichtet, dass hingegen der Kirchenausschuss zunächst die Verfahren nicht genehmigte. Sein Nachfolger wurde der Jurist und Theologe Ferdinand Donandt.
- Seit 1945 war er Präses der Philharmonischen Gesellschaft Bremen
- 1947/1948 war er Vorsitzender des Clubs zu Bremen.